# Ramathibodi Ier
Ne doit pas être confondu avec Ramathipadi Ier.
Ramathibodi Ier (en thaï: สมเด็จพระรามาธิบดีที่ 1) (1314 - 1369) est le fondateur du royaume d'Ayutthaya, dans l'actuelle Thaïlande, sur lequel il a régné jusqu'en 1369. Il était connu sous le nom de prince U Thong avant son ascension au trône le 4 mars 1351. Natif de Chiang Saen (maintenant dans la province de Chiang Rai), il se réclamait de la descendance de Khoun Bourom (en) et a propagé le bouddhisme theravāda comme religion d'État.

## Règne
On suppose en général qu'U Thong est issu d'une famille mône-khmère. L’érudit et historien thaïlandais Charnvit Kasetsiri, lui, pense qu'U Thong pourrait en réalité être né d’une famille marchande chinoise dans le secteur de Phetburi. Au moins une chronique royale identifie U Thong comme le fils de Chodüksethi, chef de la communauté marchande chinoise.
La position de Ramathibodi a été probablement fixée par un mariage politique et des connexions familiales. Il a épousé une fille de la famille régnante de Suphanburi, et a pu avoir également conclu une alliance matrimoniale avec le roi de Lopburi, qui l’avait probablement choisi pour lui succéder. Il a nommé respectivement son beau-frère et son fils comme Uparaja (vice-rois) de Suphanburi et Lopburi et a établi sa propre capitale dans la nouvelle ville d'Ayutthaya. Le règne de Ramathabodi a uni les dirigeants khmers de Lopburi, les Thaï de l'ouest et les négociants chinois et malais habitant les secteurs côtiers.
La mort de Ramathibodi a allumé une bataille pour sa succession : son fils Ramesuan est d'abord devenu gouverneur d'Ayutthaya (1369), mais il a dû abdiquer dès l'année suivante en faveur du beau-frère de Ramathibodi, Borommoraja. Quelques sources indiquent que l'abdication s'est produite paisiblement, alors que d'autres indiquent qu'elle est survenue à la suite d’une guerre civile sanglante.